# Capnia willametta
Capnia willametta är en bäcksländeart som beskrevs av Jewett 1955. Capnia willametta ingår i släktet Capnia och familjen småbäcksländor. Inga underarter finns listade i Catalogue of Life.